# (3177) Chillicothe
(3177) Chillicothe est un astéroïde de la ceinture principale.

## Description
(3177) Chillicothe est un astéroïde de la ceinture principale. Il fut découvert le 8 janvier 1934 à Flagstaff par Henry Lee Giclas. Il présente une orbite caractérisée par un demi-grand axe de 2,63 UA, une excentricité de 0,15 et une inclinaison de 16,0° par rapport à l'écliptique.

## Compléments